# エルンスト・フリードリヒ・フォン・リプハルト
エルンスト・フリードリヒ・フォン・リプハルト（Ernst Friedrich von Liphart、姓の綴りは Lipgartとも、ロシア語:Эрне́ст Ка́рлович Ли́пгарт、1847年8月26日 - 1932年4月14日）はバルト・ドイツ人の画家、美術史家、美術品収集家である。ロシア革命前にロシアのエルミタージュ美術館の学芸員を務めた。

## 略歴
現在のエストニアのタルトゥで生まれた。リヴォニアの貴族の一族で父親のカール・エドゥアルド・リプハルト（Karl Eduard Liphart）は美術品の鑑定家になり、ロシア皇帝公女マリア・ニコラエヴナやロシアの富豪ストロガノフ兄弟の美術品収集に助言した人物であった。リプハルト家は多くの美術品を所有していた。
エルンスト・フリードリヒ・リプハルトは1860年から父親と旅を始め、1862年にはフィレンツェを訪れた。フィレンツェの美術学校で学び、ドイツの肖像画家フランツ・フォン・レンバッハの弟子になった。1873年にフィレンツェの女性と結婚するためにローマカトリックに改宗した。その後、パリに移り、アカデミー・ジュリアンでジュール・ジョゼフ・ルフェーブルらから絵を学び、パリの雑誌の挿絵も描いた。父親から美術史を学び、ドイツ、スペイン、イギリス、イタリアの美術館を訪れ、知識を深めた。1877年から、パリのサロンに絵画を出展した。
1886年にロシア皇帝アレクサンドル3世から絵の注文を受けて、サンクトペテルブルクに移り、その後はそこで活動した。肖像画家として人気を得て、1895年にエルミタージュ劇場の改装時には劇場の緞帳のデザインも依頼された。1904年に父親が亡くなると父親の美術品コレクションを引き継いだ 。1906年から1929年まで芸術振興協会の絵画学校の教師も務め、エルミタージュ美術館の主任学芸員を務めた。1912年に美術館の所蔵品目録を作成し、1914年にエルミタージュ美術館が行方不明になっていたレオナルド・ダ・ヴィンチの絵画『ブノアの聖母』を購入した時、鑑定した人物として知られている。様々な作品の作者の同定（帰属）に関して、重要な役割を果たした。
ロシア革命の後、リプハルトの個人的な美術コレクションは押収され、1920年にコペンハーゲンで競売にかけられた。1921年に邸から立ち退きを命じられ、1929年にエルミタージュ美術館を解雇された。
1932年にサンクトペテルブルクで亡くなった。

## 絵画作品

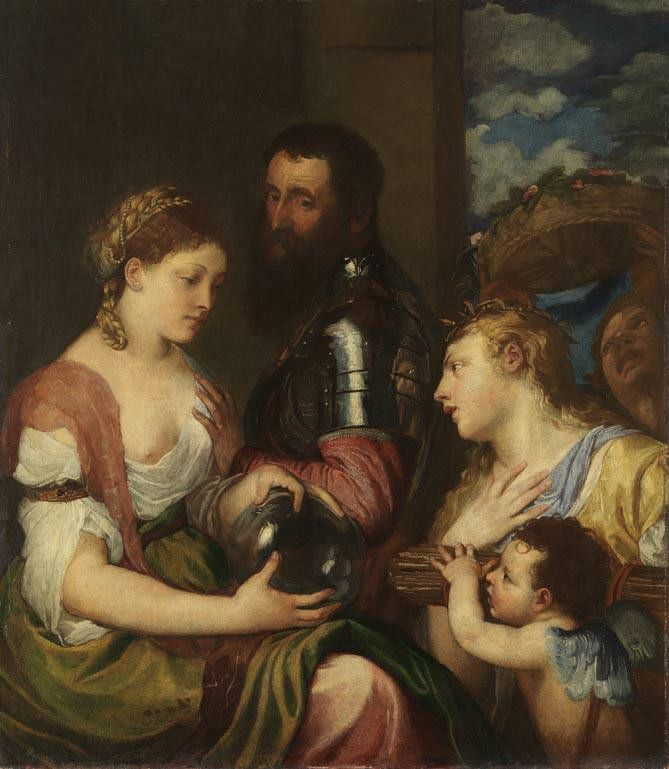
寓意画 (c.1877) Schackgalerie
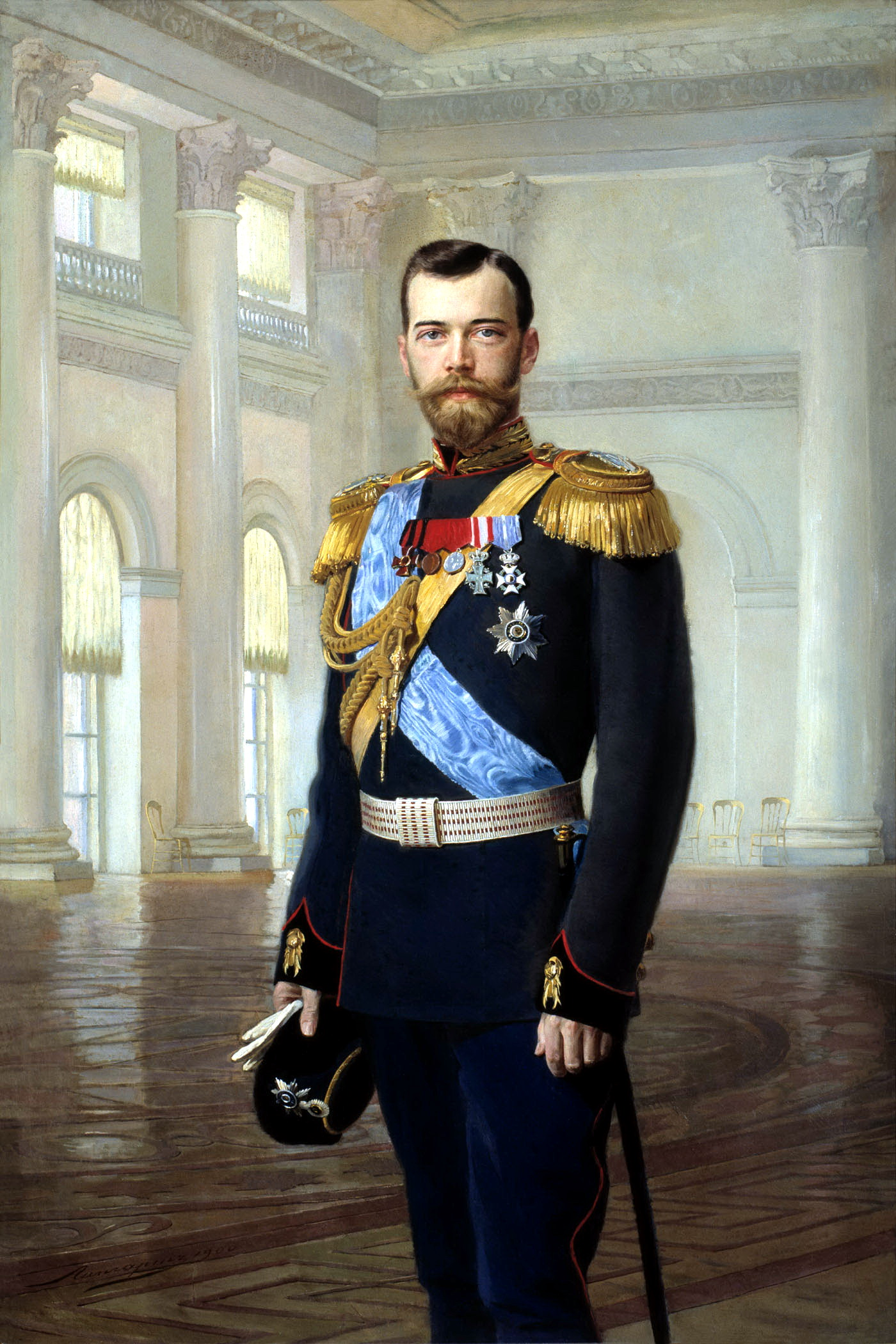
ニコライ2世の肖像画 (1900年代)
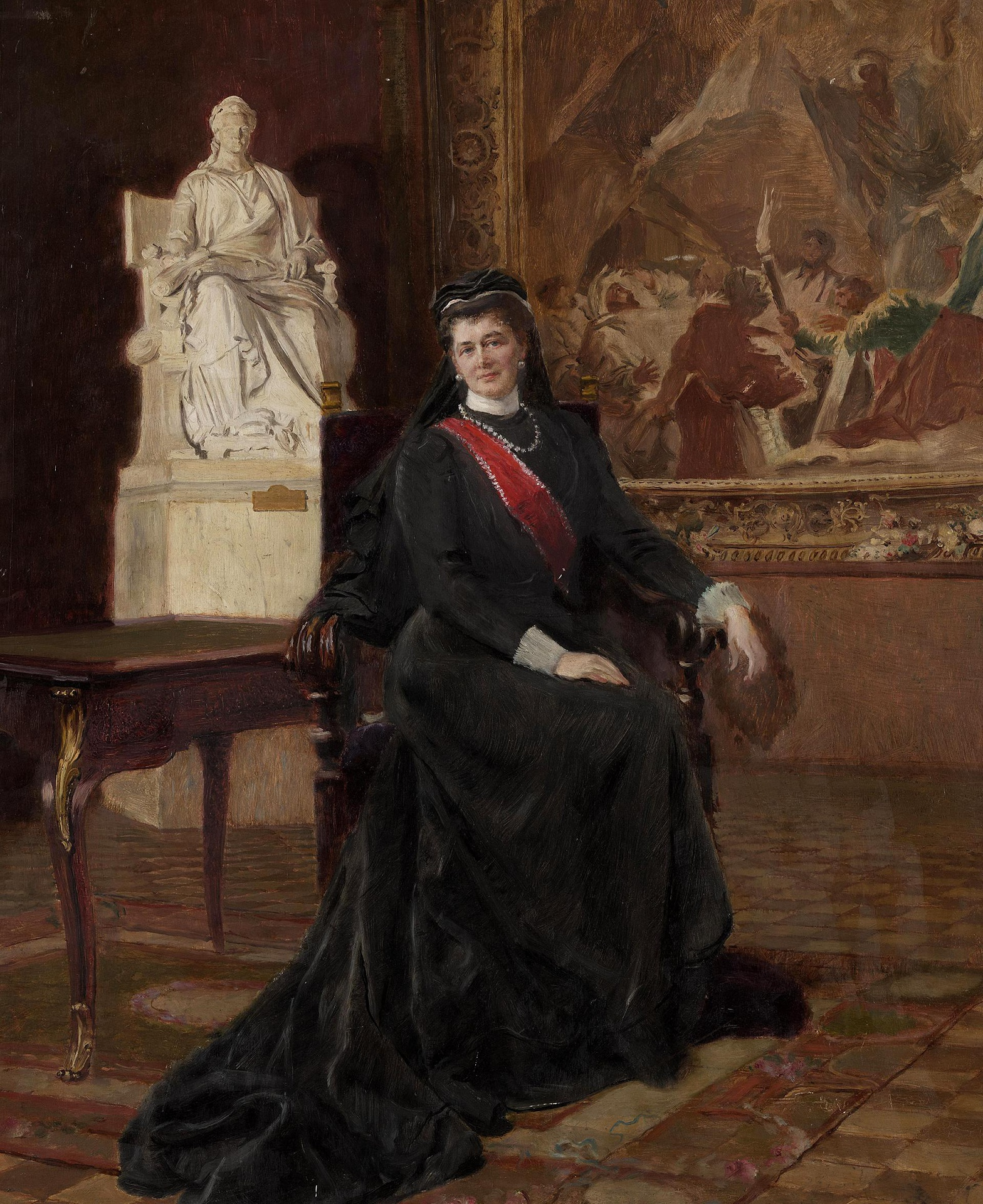
マリア・ニコラエヴナの肖像画
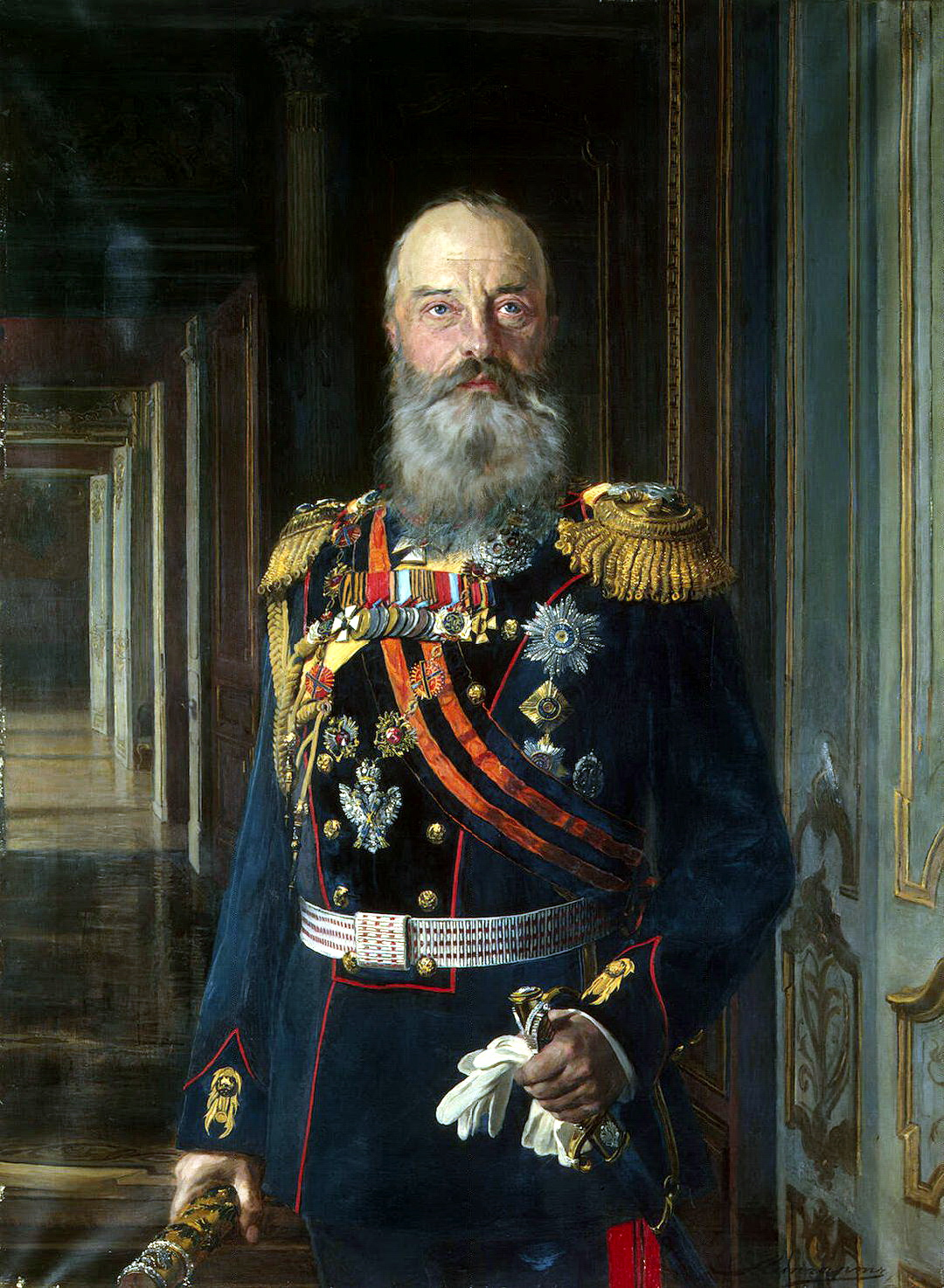
ミハイル・ニコラエヴィチの肖像 (1913) エルミタージュ美術館